# 杉本早裕吏
杉本 早裕吏（すぎもと さゆり、1996年1月25日 - ）は、愛知県出身の新体操選手。2016年リオデジャネイロオリンピック新体操団体日本代表主将。日本体育大学体育学部体育学科卒。トヨタ自動車所属。

## 経歴
- 6歳から新体操を始めた[2]。名古屋経済大学市邨高等学校在学中の2013年、第9期フェアリージャパンオーディションに合格、新体操日本ナショナル選抜団体チーム入りを果たした[3]。
- 2014年、畠山愛理に代わりフェアリージャパン主将となる。2015年世界新体操選手権リボン団体で日本代表として40年ぶりとなる銅メダルを獲得[4]。2016年リオデジャネイロオリンピックに出場し団体8位入賞[1]。
- 2017年、日本学生支援機構優秀学生顕彰スポーツ部門で大賞を受賞する[5]。
- 2018年、日本体育大学卒業後、トヨタ自動車に入社。
- 2021年11月、現役と主将を引退[6]。

## 主な試合結果
- 2015年世界新体操選手権　5リボン 銅メダル
- 2016年リオデジャネイロオリンピック決勝34.200点 8位

## メディア出演

### テレビ
- 村上信五とスポーツの神様たち (フジテレビジョン) 2016年7月6日・9月14日
- Spoken地元アスリート応援宣言 (名古屋テレビ放送) 2016年7月24日（松原梨恵と出演）
- スポーツLIFE HERO'S (フジテレビジョン) 2016年7月17日
- アスリートの魂 (NHK総合) 2016年7月3日
- みんなのニュース One (東海テレビ放送) 2016年6月27日
- 宮澤智のFIVE COLORS (フジテレビジョン) 2016年7月3日